# Carl Fredrik Hultenheim
Carl Fredrik Hultenheim, född 10 februari 1928 i Björnlunda församling, Södermanlands län, död 20 december 2010, var en svensk grafisk formgivare och typograf.
Hultenheim, som var son till fanjunkare Gustaf Hultenheim och Tora Sandström-Lundkvist, avlade studentexamen i Sigtuna 1947, studerade vid Schartaus handelsinstitut 1949, diplomerades från Grafiska institutet i Stockholm 1953, studerade konsthistoria vid Stockholms högskola 1959–1961 och vid Columbia University i New York 1965. Han var direktörsassistent på Meijels bokindustri i Halmstad 1949–1951, blev teknisk redaktör på Åhlén & Åkerlunds förlag 1953, frilansdesigner 1956, art director på Stig Arbman annonsbyrå 1958, marknadsdirektör på Klichéhuset AB 1962 samt var verkställande direktör för och innehavare av Fototype International Co, Carl Hultenheim AB och konsult vid Institutet för färgfoto från 1966.
Hultenheim gjorde sig främst känd inom typografi. Han utformade typsnitten Basic Sans och Zero One. Han fick Berlingpriset 1994 och tilldelades professors namn 2006. Hultenheim är representerad vid Nationalmuseum. Han är gravsatt i minneslunden på Maria Magdalena kyrkogård i Stockholm.
| ”                          | Först tar det tio år att lära sig grunderna. Sedan tar det tio år att vänja sig av med sig själv. Därefter tar det ytterligare tio år att förfina verktygen. | „ |
| – Carl Fredrik Hultertheim | |   |